# Megabracon erythropleura
Megabracon erythropleura är en stekelart som först beskrevs av Henry Lorenz Viereck 1913.  Megabracon erythropleura ingår i släktet Megabracon och familjen bracksteklar. Inga underarter finns listade i Catalogue of Life.